# Леметр, Жорж
Жорж Леме́тр (полное имя — Жорж Анри́ Жозе́ф Эдуа́р Леме́тр, фр. Georges Henri Joseph Édouard Lemaître); 17 июля 1894, Шарлеруа, Эно — 20 июня 1966, Лёвен, Брабант) — бельгийский священник, астрофизик, космолог и математик, автор теории Большого взрыва. Один из наиболее влиятельных астрофизиков XX века. 

## Биография
Родился в Шарлеруа (Бельгия), в 1914 году окончил иезуитский колледж в Шарлеруа, после чего продолжил образование в Лёвенском университете по инженерной специальности. Во время Первой мировой войны был мобилизован в армию, служил в артиллерии, был награждён Военным Крестом (фр. Croix de guerre). После войны продолжил обучение в Лёвенском университете, где изучал математику, физику, астрономию и теологию. В 1923 году получил сан аббата, после чего направился в Кембриджский университет. В качестве студента-исследователя колледжа Святого Эдмунда Леметр под руководством А. С. Эддингтона выполнил ряд работ по космологии, звёздной астрономии и вычислительной математике. Занятия астрономией он продолжил в США — в Гарвардской обсерватории, где он работал с Харлоу Шепли в Массачусетском технологическом институте, где Леметр получил степень доктора наук.
С 1925 года, вернувшись в Бельгию, работал профессором астрофизики, а позднее — прикладной математики Лёвенского университета.
В 1936 году был избран членом Папской академии наук, а в марте 1960 года был назначен её президентом и занимал этот пост до своей смерти. В 1960 г. папой Иоанном XXIII был возведён в сан прелата. В конце работы Второго Ватиканского собора Леметр с удивлением узнал, что поставлен во главе комиссии по исследованию вопросов, связанных с контролем рождаемости, но отказался от этого назначения по причине слабого здоровья, мешающего ему совершать поездки в Рим (перенёс сердечный приступ в декабре 1964 года).
Член Американского философского общества (1945).

## Вклад в науку
Основные труды Леметра в области математики посвящены представлениям группы Лоренца, связанным с релятивистскими волновыми уравнениями, и алгебре кватернионов.
Основные труды в релятивистской астрофизике и космологии связаны с теорией «Большого взрыва». Является автором теории расширяющейся Вселенной, разработанной им независимо от А. А. Фридмана, первая статья которого по релятивистской космологии была опубликована в 1922 году. Ознакомившись во время пребывания в США с исследованиями Весто Слайфера, Эдвина Хаббла по красному смещению галактик, в 1927 году опубликовал своё объяснение этого явления: наблюдаемое спектроскопически разбегание галактик отождествил с расширением Вселенной.
Леметр первым сформулировал зависимость между расстоянием и скоростью галактик и предложил в 1927 году первую оценку коэффициента этой зависимости, известную ныне как постоянная Хаббла. При опубликовании перевода работы в заметках Британского королевского астрономического общества отказался от публикации ряда результатов, в том числе закона Хаббла, из-за недостаточных наблюдательных данных. Эта величина была эмпирически установлена Э. Хабблом несколько лет спустя.
Теорию Леметра об эволюции мира начиная с «первоначального атома» иронично назвал «Большим взрывом» Фред Хойл в 1949 году. Это название — Большой взрыв — исторически закрепилось в космологии.

## Награды
- Премия Франки — 1934
- Премия Жюля Жансена — 1936
- Медаль Эддингтона — 1953

В его честь назван кратер на Луне и астероид № 1565.

## Публикации
- G. Lemaître, Discussion sur l'évolution de l’univers, 1933
- G. Lemaître, L’Hypothèse de l’atome primitif, 1946
- G. Lemaître, The Primeval Atom — an Essay on Cosmogony, D. Van Nostrand Co, 1950